# 長榮路 (臺南市)
長榮路為台灣台南市的南北向次要道路之一，位於台南市東區及北區。南起東區林森路口，西至北區公園路口，全線共分為五段，長約4.4公里，臺南市道路編號255。

## 行經行政區域
- 東區
- 北區

## 沿途設施
- 一段：
  - 三角公園
  - 東方巨人大廈
  - 華南銀行南都分行
  - 小北百貨台南長榮二店
  - 兆豐銀行東臺南分行
  - 遠東銀行臺南分行
- 二段：
  - 中西·東安社區聯合活動中心
  - 臺南市東區勝利國民小學（後門）

臺南市後指部

  - 台南市公共自行車-YouBike2.0勝利國小（長榮路）
  - 臺南市私立長榮高級中學（後門）
  - 全聯福利中心台南長榮店
  - 臺南市私立長榮女子高級中學
  - 台南市公共自行車-YouBike2.0長榮女中
  - 中國信託銀行東臺南分行
  - 永豐銀行東臺南分行
- 三段：
  - 台南市公共自行車-YouBike2.0大學長榮
  - 國立成功大學自強校區
  - 國立成功大學成功校區
  - 台南市公共自行車-YouBike2.0長榮小東
- 四段：
  - 國立成功大學敬業校區
  - 國立成功大學醫學院附設醫院暨成杏校區
  - 高雄銀行成大分行
  - 開元振興公園（原：臺南美國學校）
  - 真耶穌教會開元教會
- 五段：
  - 長榮路臨時鋼便橋（2020年12月15日開放通車，待鐵路地下化完工後將會拆除填平）
  - 台南市北區大光國民小學 （页面存档备份，存于）
  - 長榮路五段公有停車場
  - 台南市公共自行車-YouBike2.0長榮大武
  - 小北百貨台南長榮店
  - 國防部全民防衛動員署台南市後備指揮部
  - 延平市場

## 交通改革
2024年8月24日起，長榮路（府連東路至公園路）開放機車行駛內側車道及不強制兩段式左轉，但保留機車待轉區，提供機車騎士更寬廣的行車空間。

## 本路段客運
- 市區公車[1]

| 編號 | 路線                                                            | 本路段公車站                                |
| ---- | --------------------------------------------------------------- | ------------------------------------------- |
| 0左  | 台南車站－台南車站（逆時針循環線）                              | 大東夜市－長榮路四段                        |
| 0右  | 台南車站－台南車站（順時針循環線）                              | 長榮路四段－大東夜市                        |
| 9    | 臺南轉運站－東溪埔寮福安宮                                      | 長榮路五段－延平市場（長榮路）              |
| 18   | 國民路／西門健康立體停車場－塭南里／臺灣歷史博物館              | 長榮路五段－延平市場（長榮路）              |
| 70左 | 永華市政中心（府前路）－永華市政中心（府前路） （逆時針循環線） | 大東夜市－長榮女中                          |
| 70右 | 永華市政中心（府前路）－永華市政中心（府前路） （順時針循環線） | 長榮女中－大東夜市                          |
| 77   | 原住民文化會館－仁德轉運站                                      | 成大自強校區－大學路口 長榮東寧路口（返程） |